# Rudare (gmina Kuršumlija)
Rudare (cyr. Рударе) – wieś w Serbii, w okręgu toplickim, w gminie Kuršumlija. W 2011 roku liczyła 190 mieszkańców.